# 土佐桂子
土佐 桂子（とさ けいこ）は、日本の文化人類学者。専門は、ミャンマーの民俗・宗教。学位は、博士（文学）。東京外国語大学名誉教授。

## 経歴
大阪外国語大学外国語学部で学び、1980年に卒業。同大学大学院に進学し、1982年に修士課程を修了した。
その後は神戸大学国際文化学部助教授として勤務。1995年、学位論文『ビルマにおけるウェイザー信仰の研究』を総合研究大学院大学に提出して博士（文学）の学位を取得した。2002年10月より東京外国語大学外国語学部教授。2009年、言語文化部門・文化研究系の大学院重点化に伴って東京外国語大学総合国際学研究院教授に配置換え。2023年に東京外国語大学を定年退職し、名誉教授となった。

## 著作

### 単著
- 『ビルマのウェイザー信仰』勁草書房、2000年

### 編書
- 「民族紛争のなかの宗教指導者：ミャンマー連邦カレン州の僧侶の「仏教布教」」 黒田悦子 編『民族の運動と指導者たち』 山川出版社、2002年、194 - 213頁.
- 「新宗教運動の台頭：社会変動と宗教再生の動き」 末廣昭 編『「開発」の時代と「模索」の時代』〈東南アジア史 9〉、岩波書店、311 - 337頁.

## 論文
- 国立情報学研究所収録論文 国立情報学研究所.2010.05.17閲覧。

## インタビュー
- 民主化した社会を経験したミャンマー市民には軍のクーデターは受け入れられない - Video news（2021年4月8日）